# PWS-42
PWS-42 – projekt polskiego jednomiejscowego samolotu myśliwskiego w układzie dolnopłatu z końca lat 30. XX wieku konstrukcji inż. Zygmunta Jabłońskiego oraz inż. Kazimierza Nowickiego. W 1939 roku w Podlaskiej Wytwórni Samolotów w Białej Podlaskiej trwała budowa makiety samolotu, którą przerwał wybuch II wojny światowej. Prototyp myśliwca miał być gotowy do lotu latem 1940 roku.

## Historia

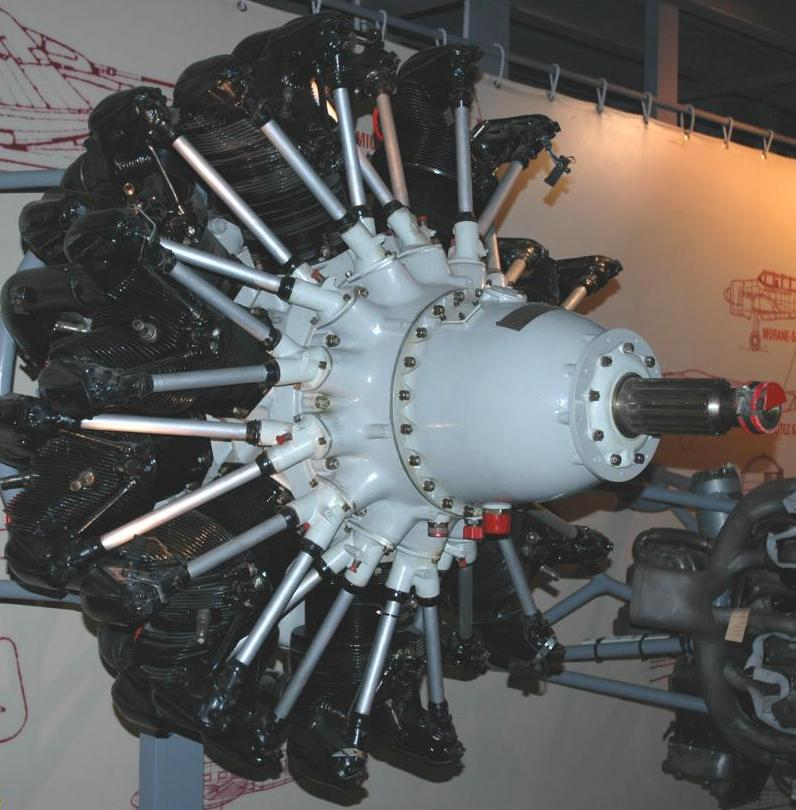
Przewidziany do napędu PWS-42 silnik Gnome-Rhône 14M7 Mars.

Wiosną 1939 roku Dowództwo Lotnictwa zamówiło w trzech krajowych wytwórniach projekty tzw. „lekkich samolotów myśliwskich”. Kierując się doświadczeniem zakładów i stopniem opanowania technologii produkcji Państwowym Zakładom Lotniczym w Warszawie zlecono budowę samolotu konstrukcji metalowej (PZL.45 Sokół), Doświadczalne Warsztaty Lotnicze otrzymały zadanie stworzenia myśliwca konstrukcji mieszanej (RWD-25), zaś w Podlaskiej Wytwórni Samolotów miała powstać pościgowa maszyna konstrukcji drewnianej. Wszystkie samoloty miały być napędzane francuskim silnikiem gwiazdowym Gnome-Rhône 14M Mars. Po oblataniu prototypów tych trzech myśliwców i przeprowadzeniu prób w Instytucie Technicznym Lotnictwa Dowództwo Lotnictwa miało wybrać najlepszą konstrukcję, która miała trafić na wyposażenie eskadr myśliwskich.
W kwietniu 1939 roku inżynierowie Zygmunt Jabłoński i Kazimierz Nowicki rozpoczęli prace nad myśliwcem, dla którego zarezerwowano oznaczenie PWS-42. Samolot miał być całkowicie drewnianym wolnonośnym dolnopłatem z zakrytą kabiną i chowanym podwoziem. Specjalną, laminowaną sklejkę na pokrycie kadłuba planowano pozyskać z wytwórni sklejek braci Konopackich w Mostach. Konstruktorzy opracowywali równolegle wariant konstrukcji mieszanej, z kratownicowym kadłubem spawanym z rur stalowych, a także – na wypadek problemów z pozyskaniem niezawodnego mechanizmu chowania kół – rozważali zastosowanie stałego podwozia.
Do wybuchu wojny projekt konstrukcyjny PWS-42 był w trakcie opracowywania (m.in. gotowe były rysunki skrzydeł i łoża silnika), a w budowie znajdowała się makieta. Prototyp płatowca miał zostać ukończony do lata 1940 roku. W archiwach rosyjskich w Moskwie znajdują się zdobyte w 1939 roku obliczenia dla samolotu myśliwskiego o nazwie PWS-46 – być może jest to późniejsze oznaczenie tego samego projektu lub kolejny, ulepszony model myśliwca.

## Opis konstrukcji i dane techniczne
PWS-42 miał być jednosilnikowym, jednoosobowym dolnopłatem myśliwskim o konstrukcji drewnianej lub mieszanej. Kadłub o konstrukcji półskorupowej miał mieć pokrycie ze sklejki o dwóch krzywiznach, laminowanej folią aluminiową. Kabina pilota całkowicie zakryta.
Płat trapezowy, dwudźwigarowy, trójdzielny, konstrukcji drewnianej, także pokryty sklejką laminowaną folią aluminiową, wyposażony w klapy; rozpiętość miała wynosić około 9 metrów. Powierzchnia nośna miała mieć około 16 m², a obciążenie powierzchni miało wynosić 120 kg/m².
Długość samolotu miała wynieść około 7,1 metra, a wysokość 2,4 metra. Masa własna płatowca miała wynieść około 1450 kg, masa użyteczna 450 kg, zaś masa całkowita (startowa) 1900 kg. Usterzenie klasyczne, drewniane. Podwozie dwukołowe, jednogoleniowe, chowane w locie, z amortyzacją olejowo-powietrzną firmy Avia.
Napęd stanowić miał chłodzony powietrzem 14-cylindrowy silnik w układzie podwójnej gwiazdy Gnome-Rhône 14M7 Mars o mocy maksymalnej 537 kW (730 KM) przy 3135 obr./min na wysokości 3500 metrów, mocy nominalnej 485 kW (660 KM) na wysokości 3650 metrów, mocy startowej 471 kW (640 KM) i masie 450 kg, wyposażony w reduktor i sprężarkę. Obciążenie mocy wynosiło 2,9 kg/KM. Silnik miał mieć osłonę typu NACA z regulowanymi klapkami. Prędkość maksymalna miała wynieść 520 km/h, prędkość przelotowa 380 km/h, zaś prędkość minimalna 100 km/h. Maszyna miała osiągać pułap około 8000 metrów z prędkością wznoszenia wynoszącą około 9 m/s. Zasięg miał wynosić 750 km.
Samolot miał być uzbrojony w cztery karabiny maszynowe PWU wz. 36 kal. 7,92 mm: dwa synchronizowane w kadłubie i dwa w skrzydłach.